# Видал, Луиза
Луиза Видал-и-Пуиг (исп. Lluïsa Vidal i Puig, 2 апреля 1876, Барселона — 22 октября 1918, Барселона) — испанская и каталонская художница, писавшая свои полотна в стиле модерн.

## Жизнь и творчество
Луиза родилась в состоятельной семье известного в Барселоне мебельного дизайнера и краснодеревщика Франсиско Видала. В семье было 12 детей, девять девочек и трое сыновей. Одна из сестёр Луизы вышла впоследствии замуж за Пау Казальса, другая — за филолога и писателя Мануэла Монтолиу. Получила домашнее образование. Первым её учителем был отец, затем брала уроки у Хуана Гонсалеса, брата скульптора Хулио Гонсалеса. С ранних лет также брала уроки музыки.
Луиза Видал была единственной в Испании женщиной того времени, являвшейся профессиональной художницей, а также единственной в своём роде, изучавшей живопись в Париже. Во французскую столицу она приезжает в начале июня 1901 года, снимает квартиру на бульваре Осман, берёт уроки в частной школе живописи, а также посещает лекции по истории искусств. В Лувре она почти ежедневно занимается копированием полотен известных мастеров прошлого. В Париже также Луиза знакомится с феминистским движением и принимает решение посвятить себя борьбой за права женщин. Возвратившись через год в Барселону, она вступает здесь в группу феминисток, а также в местную католическую организацию. Целый ряд нарисованных ею в этот период портретов изображает её друзей, женщин из этих групп, членов их семей.
Луиза Видал приобрела и оборудовала своё художественное ателье на улице Сальмерон (ныне Большой Благодати). Одновременно с занятием живописью активно участвует в политике, проповедует пацифизм. Она занимается обустройством беженцев, попавших в Каталонию во время Первой мировой войны,
работает в составе Женского комитета сторонников мира в Каталонии.
Первые выставки, на которых выставлялись работы Луизы Видал, прошли в Барселоне в 1898 году. Всего их было три. На двух из них были портреты, ею написанные (например, на IV Барселонской выставке изобразительного и индустриального искусства). Луиза Видал сотрудничала с различными барселонскими журналами, иллюстрировала сказки в журнале «Feminal». В 1910 году переходит на работу в Институт культуры и литературы.
Как художница Луиза Видал известна в первую очередь как портретистка, работала как масляными красками, так и сангиной. Писала также жанровые картины и пейзажи, сценки на народных праздниках. Полотна её исполнены в светлых, ясных тонах, атмосфера их легка и прозрачна.
Скончалась в Барселоне во время эпидемии испанского гриппа.

## Галерея

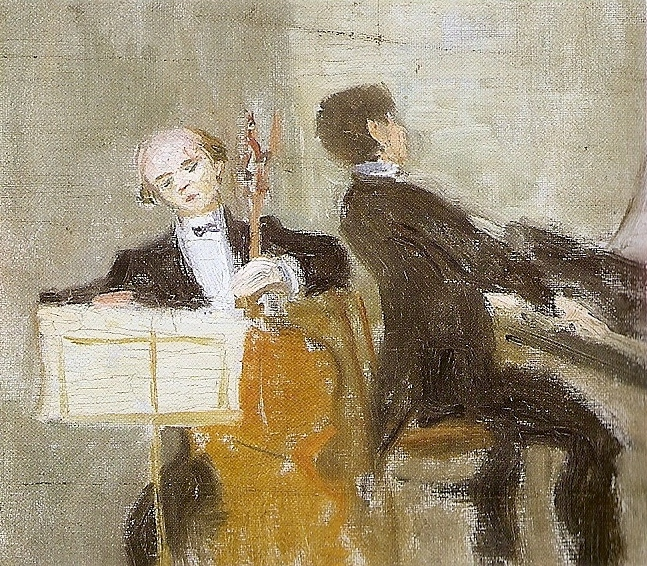
«Паоло казальс и Энрик Гранадос»» (1911-1914)
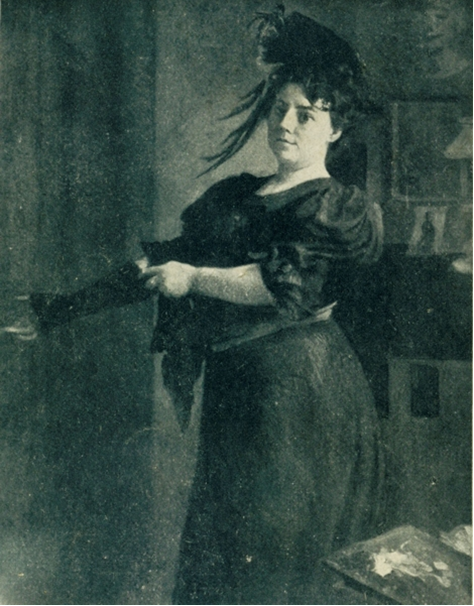
«Автопортрет в жакете»
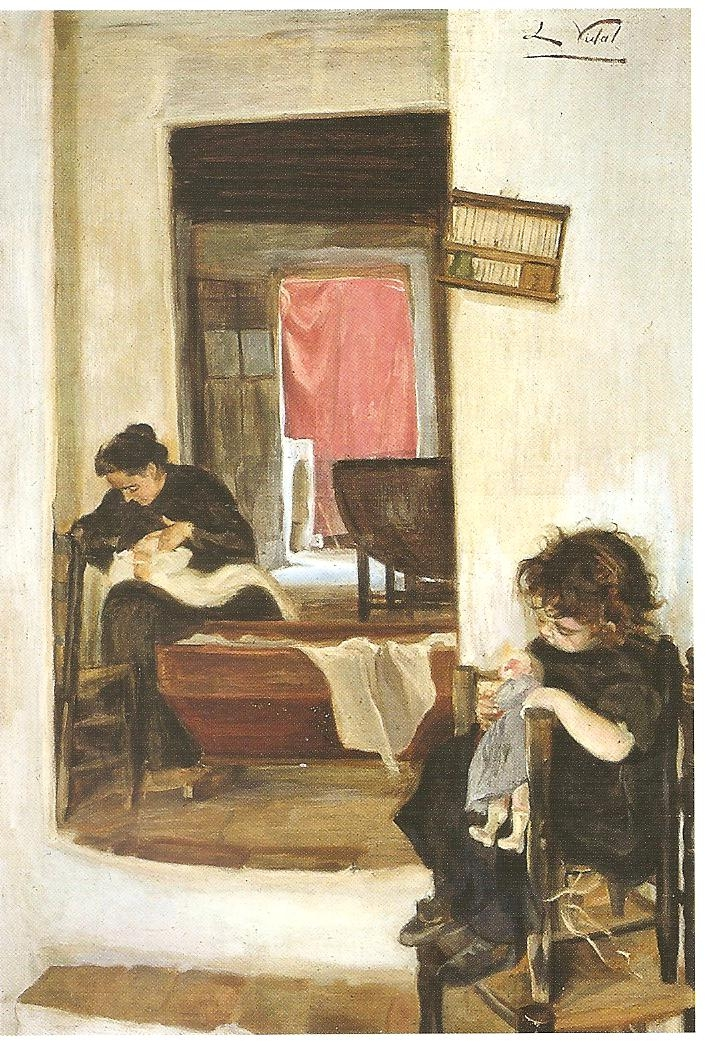
«Материнство»
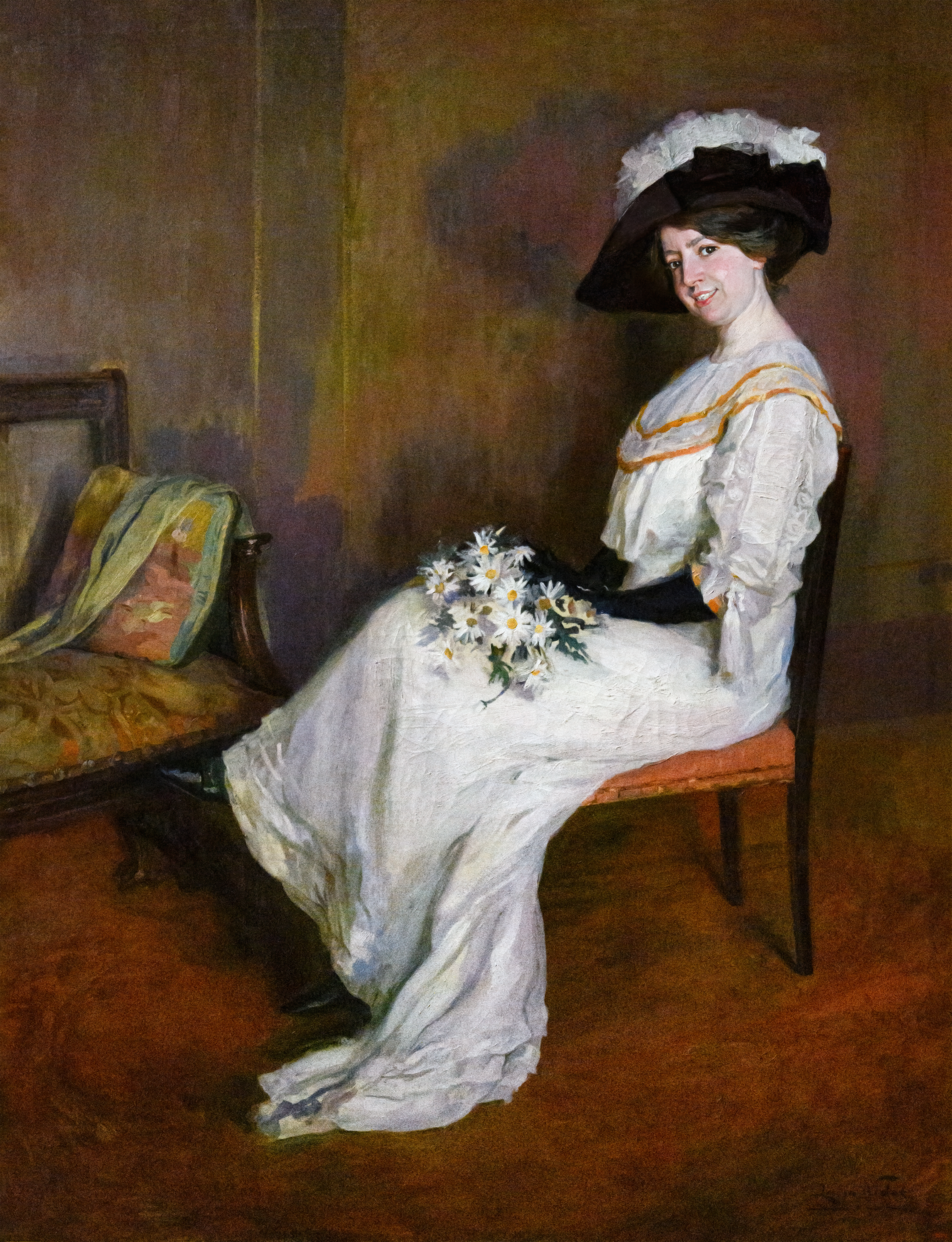
Портрет Марты Видал, сестры художницы
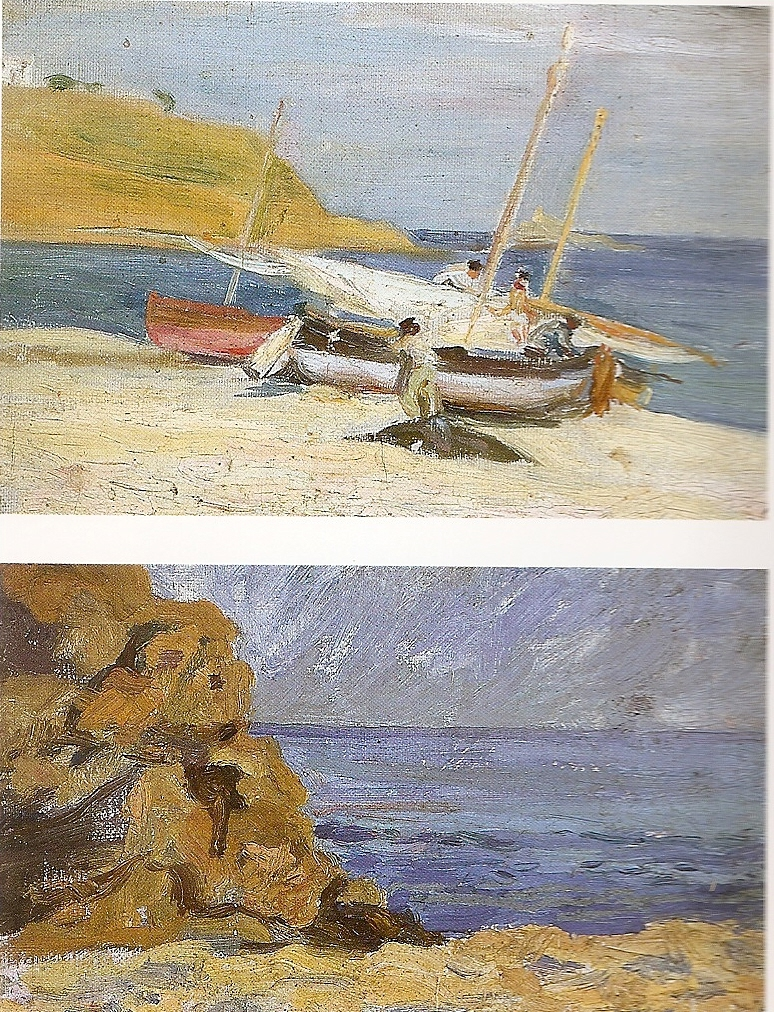
«Море» (1902-1908)
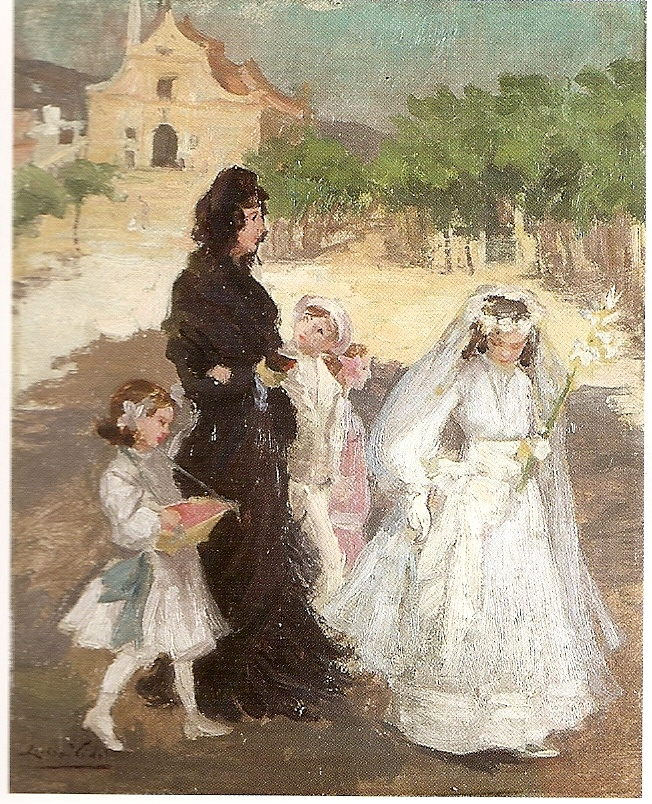
«Первое причастие» (ок. 1909)